# Haixi
Haixi, även känt som Tshonup, är en autonom prefektur för mongoler och tibetaner i norra och västra delen av Qinghai-provinsen i Folkrepubliken Kina. Den ligger omkring 560 kilometer väst om provinshuvudstaden Xining.
Prefekturen, som är uppdelad i två delar som inte gränsar till varandra, är belägen väster om Qinghaisjön, vilken har gett området dess namn, "Väster om sjön". Haixi är ett av Kinas mest glesbefolkade områden.
Delingha är huvudort i prefekturen och Golmud är den största staden i området, varigenom den nybyggda Qingzang-järnvägen passerar.
I den västra delen av prefekturen är det 6621 meter höga Geladandong-berget beläget, vars glaciärer är källan till Yangtze-floden, eller Drichu-floden som den heter på tibetanska.

## Administrativ indelning
Det autonoma prefekturen Haixi har jurisdiktion över två städer på häradsnivå (市 shì), tre härader  (县 xiàn) och tre administrativa kommissioner (行政委员会 xíngzhèng wěiyuánhuì), som bara är funktionella enheter, inte formella. 
| Karta                       | Karta     | Karta            | Karta                          | Karta         | Karta                 | Karta                  | Karta       | Karta                    |
| --------------------------- | --------- | ---------------- | ------------------------------ | ------------- | --------------------- | ---------------------- | ----------- | ------------------------ |
|                             |           |                  |                                |               |                       |                        |             |                          |
| Nr                          | Namn      | Kinesiska        | Pinyin                         | Tibetanska    | Wylie                 | Befolkning (2003 est.) | Areal (km²) | Befolkningstäthet (/km²) |
| Städer på häradsnivå        |           |                  |                                |               |                       |                        |             |                          |
| 1                           | Delingha  | 德令哈市         | Délìnghā shì                   |               |                       | 60 000                 | 27 613      | 2                        |
| 2                           | Golmud    | 格尔木市         | Gé'ěrmù shì                    | ན་གོར་མོ་གྲོང་ཁྱེར་ | na gor mo grong khyer | 107 000                | 123 460     | 1                        |
| Härad                       |           |                  |                                |               |                       |                        |             |                          |
| 3                           | Wulan     | 乌兰县           | Wūlán xiàn                     | ཝུའུ་ལན་རྫོང་     | wu'u lan rdzong       | 39 000                 | 10 784      | 4                        |
| 4                           | Dulan     | 都兰县           | Dūlán xiàn                     | ཏུའུ་ལན་རྫོང་     | tu'u lan rdzong       | 53 000                 | 50 000      | 1                        |
| 5                           | Tianjun   | 天峻县           | Tiānjùn xiàn                   | ཐེན་ཅུན་རྫོང་     | then cun rdzong       | 18 000                 | 20 000      | 1                        |
| Administrativa kommissioner |           |                  |                                |               |                       |                        |             |                          |
| 6                           | Lenghu    | 冷湖行政委员会   | Lěnghú xíngzhèng wěiyuánhuì    |               |                       | 21 000                 | 21 000      | 1                        |
| 7                           | Da Qaidam | 大柴旦行政委员会 | Dàcháidàn xíngzhèng wěiyuánhuì |               |                       | 13 000                 | 34 000      | <1                       |
| 8                           | Mangya    | 茫崖行政委员会   | Mángyá xíngzhèng wěiyuánhuì    |               |                       | 29 000                 | 32 000      | 1                        |

## Klimat
Genomsnittlig årsnederbörd är 136 millimeter. Den regnigaste månaden är juli, med i genomsnitt 39 mm nederbörd, och den torraste är december, med 1 mm nederbörd.